# بيت العشاوي (الرضمة)

تعديل مصدري - تعديل

بيت العشاوي هي إحدى قرى عزلة كحلان بمديرية الرضمة التابعة لمحافظة إب، بلغ تعداد سكانها 361 نسمة حسب تعداد اليمن لعام 2004.